# Ormosia cornuta
Ormosia cornuta är en tvåvingeart som först beskrevs av Doane 1908.  Ormosia cornuta ingår i släktet Ormosia och familjen småharkrankar. Inga underarter finns listade i Catalogue of Life.